# محمدعلی‌خان سدیدالسلطنه
محمدعلی مینابی بندرعباسی (زادهٔ ۱۴ شهریور ۱۲۵۳ در بغداد، درگذشتهٔ ۱۴ مرداد ۱۳۲۰ در بندرعباس)، ملقب به سدیدالسلطنه و متخلص به عاری و معروف به سدیدالسلطنهٔ کبابی، شاعر، نویسنده و مورخ ایرانی اهل بندرعباس در سال‌های آخر دورهٔ قاجار و آغاز دورهٔ پهلوی بود.

## زندگی
محمّدعلی بندرعباسی، هنگامی که پدرش نمایندگی ایران در بغداد را بر عهده داشت در سال ۱۲۵۳ خورشیدی (۱۲۹۱ ق) در بغداد زاده شد. پدرش حاج احمدخان سرتیپ معروف به حاج احمدخان کبابی از رجال عصر قاجار بود. وی پس از تحصیلات مقدمات در بوشهر و فراگیری شعر و عروض نزد ملا حسن کبگانی و تاریخ و جغرافیا نزد سید جمال‌الدین اسدآبادی و لغت انگلیسی در مدرسه انگلیسی‌ها در بوشهر وارد خدمات دولتی گردید و بیشتر خدمات خویش را در نواحی بندرعباس و بندرلنگه و دیگر نواحی خلیج فارس به مشاغل گوناگون گذرانید. وی در کنار خدمات دولتی به امر تألیف و تحقیق اشتغال داشت.
آرامگاه سدیدالسلطنه در قبرستان قدیمی سیدکامل بندرعباس قرار دارد.
به پاس خدمات ارزشمند ایشان مراسم تکریمی به همت بنیاد نخبگان استان هرمزگان و با همکاری دانشگاه هرمزگان و سایر مراکز دانشگاهی و دستگاه های اجرایی در سال ۱۳۹۸ با حضور جمعی از مسئولان، استادان دانشگاه، دانشجویان و مستعدین برتر برای ایشان برگزار شد.
نوه دختری ایشان با میرزا محمد احمدی شهردار اسبق میناب ازدواج کرده است. فرزندان و نوادگان پسری وی نیز هم‌اکنون در بندرعباس، میناب، یزد و اصفهان زندگی می‌کنند.

## آثار
از سدیدالسلطنه آثاری به‌ویژه دربارهٔ خلیج فارس، و جزایر و بندرها و ساکنان اطراف آن برجای مانده‌است.
- مفاتیح الادب فی تواریخ العرب
- خلاصه فارسنامه ناصری
- برهان سدید درباره مسقط
- المناس فی احوال الغوص و الغواص که با نام صید مروارید در سال ۱۳۰۸ در تهران منتشر شد.
- احوال اهرم و تنگستان
- شقایق‌النعمان در احوال مسقط و عمان
- احوال طائفه قشقائی
- احوال لنگه و شیوخ آن
- تاریخ مسقط و عمان، بحرین و قطر و روابط آنها با ایران
- جزوه ۱۲۵ اصطلاح کشتی که آن را احمد اقتداری در سال ۱۳۴۲ در مجله فرهنگ ایران زمین منتشر کرد.
- تذکره شوشنامه اثر دیگری از سدید السلطنه کبابی است که نسخه خطی آن در کتابخانه دانشگاه تهران موجود است.

## آثار چاپ‌شده به‌کوششاحمد اقتداری
- اعلام‌الناس فی احوال بندرعباس در جغرافیای تاریخی بندر عباس و جزایر خلیج فارس (مؤلف شرح حال خود را نیز در آن نگاشته‌است). به کوشش علی ستایش؛ تصحیح و مقدمه و فهارس از احمد اقتداری[۴]
- مغاص الئآلی و منار اللیالی در تاریخ رخدادهای خلیج فارس (این کتاب تحت پیرامون سرزمین‌های شمال خلیج فارس و دریای عمان در یکصد سال پیش، توسط احمد اقتداری در سال ۱۳۷۱ خورشیدی به چاپ رسیده‌است).
- رساله اوزان چو درباره خرید و فروش مروارید و اصطلاحات آن.
- التدقیق فی سیرالطریق که سفرنامه است.

دکتر اقتداری همچنین خاطرات سدیدالسلطنه را هم تصحیح کرده و به چاپ رسانده است.